# 天津增廿三
狐狸座30，又名BD+24 4229，HD 197752、SAO 89084、HR 7939，是狐狸座的一颗恒星，视星等为4.91，位于銀經68.82，銀緯-10.81，其B1900.0坐标为赤經20h 40m 32.8s，赤緯+24° -10.81′ 46″。